# Egész spektrumú gráf
A matematika, azon belül a gráfelmélet területén egy egész spektrumú gráf (integral graph) olyan gráf, melynek spektrumában csak egész számok szerepelnek. Más szavakkal, egy gráf akkor egész spektrumú, ha karakterisztikus polinomjának összes sajátértéke egész szám.
Az egész spektrumú gráf fogalmát Harary és Schwenk vezették be 1974-ben.

## Példák
- A Kn teljes gráf bármely n-re egész spektrumú.
- A {\displaystyle {\bar {K}}_{n}} él nélküli gráf bármely n-re egész spektrumú.
- A 3-reguláris szimmetrikus gráfok közül a három ház–három kút-gráf, a Petersen-gráf, a Nauru-gráf és a Desargues-gráf egész spektrumú.
- A Higman–Sims-gráf, a Hall–Janko-gráf, a Clebsch-gráf, a Hoffman–Singleton-gráf, a Shrikhande-gráf és a Hoffman-gráf egész spektrumú.